# Dinastia Welfilor

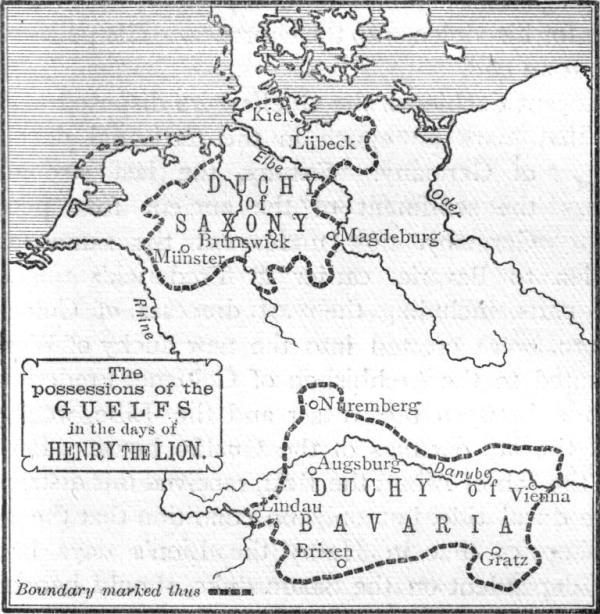
Posesiunile Welfilor în vremea lui Henric Leul

Dinastia Welfilor este o familie care a cuprins mai mulți monarhi germani începând din secolul al XI-lea.

## Origini
Casa de Welf este ramura tânără a vechii Case d'Este, o dinastie ai cărei primi membri cunoscuți au trăit în Lombardia secolului al IX-lea. Din acest motiv familia este numită uneori Welf-Este. Primul membru al acestei ramuri a fost Welf al IV-lea, care a moștenit proprietatea vechii Case de Welf atunci când unchiul său pe linie maternă, Welf de Carintia, a murit în 1055. În 1070 Welf al IV-lea a devenit duce de Bavaria ca Welf I.
Welf al V-lea a fost căsătorit cu contesa Matilda de Toscana, care a murit fără copii și i-a lăsat acestuia întinsele sale posesiuni, incluzând Toscana, Ferrara, Modena, Mantova și Reggio. Dat fiind că dinastia Welfilor a fost susținătoare a papalității în controversele legate de Controversa pentru învestitură împotriva Imperiului, aliații papei au început să fie numiți guelfi.

## BavariașiSaxonia
Ducele Bavariei, Henric al IX-lea "cel Negru" a fost, între 1120 și 1126, primul dintre cei trei duci aparținând dinastiei Welfilor care a purtat numele de Henric. Fiul său, Henric al X-lea "cel Mândru", de asemenea duce al Bavariei dar și al Saxoniei, a fost candidatul cu cele mai mari șanse la alegerile imperiale în care a avut ca adversar pe Conrad al III-lea de Hohenstaufen. Henric a pierdut acele alegeri, din cauză că ceilalți principi se temeau de puterea și temperamentul său, după care el a fost deposedat de ducatele sale de Conrad.
Henric Leul a recuperat cele două ducate ale tatălui său, Saxonia în 1142 și Bavaria în 1156. În 1158 el s-a căsătorit cu Matilda, fiica regelui Henric al II-lea al Angliei cu Eleanor de Aquitania și soră cu Richard Inimă de Leu. Deposedat de ducatele sale după bătălia de la Legnano din 1176 de către împăratul Frederic I "Barbarossa", iar ceilalți principi ai Imperiului German s-au grăbit să revendice părți din vastele sale teritorii. Henric a fost exilat la curtea socrului său, Henric al II-lea, din Normandia în 1180, însă a revenit în Germania trei ani mai târziu. Henric a încheiat în cele din urmă pacea cu împăratul Hohenstaufen în 1194, revenind în posesiunile sale mult micșorate din jurul Braunschweig-ului, unde a murit în 1195.

## BraunschweigșiHanovra
Fiul lui Henric Leul, Otto de Braunschweig a fost ales rege și încoronat împărat sub numele de Otto al IV-lea. În 1215 este excomunicat de Papa Inocențiu al III-lea și forțat de Frederic de Hohenstaufen să abdice de pe tronul imperial.
Nepotul său, Otto "Copilul", a devenit duce al unei părți din Saxonia în 1235, așa-numitul ducat nou creat de Braunschweig-Lüneburg, unde a murit în 1252. 
În 1692 a fost ridicat la statutul de elector imperial, și a devenit cunoscut sub numele de Elector de Hanovra. George Ludovic, cunoscut ca George I al Marii Britanii, a moștenit tronul britanic în 1714 ca urmare a Legii de soluționare din 1701. Membrii dinastiei Welf au continuat să se pronunțe în Marea Britanie, până la moartea Reginei Victoria, survenită în 1901. În Regatul Unit, Casa de Welf a fost cunoscută sub numele de Casa de Hanovra.
Din 1866 Casa de Welf nu a mai guvernat Ducatul de Hanovra ca urmare a înfrângerii sale și a aliatului său, Imperiul Austriac, în fața Prusia.

## Primii principi din dinastia Welfilor (1070–1269)

### Duci deBavariași deSaxonia
- Welf I, duce de Bavaria (1070–1077, 1096–1101)
- Welf al II-lea, fiul lui Welf I; duce de Bavaria (1101–1120)
- Henric "cel Negru", fiul lui Welf I; duce de Bavaria (1120–1126)
- Henric "cel Mândru", fiul lui Henric "cel Negru"; duce de Bavaria (1126–1138), duce de Saxonia (1137–1139)
- Henric Leul, fiul lui Henric "cel Mândru"; duce de Saxonia (1142–1180), duce de Bavaria (1156–1180)

### Conți palatini de Rin
- Henric al V-lea, fiul lui Henric "Leul"; conte palatin de Rin (1195–1213)
- Henric al VI-lea, fiul lui Henric al V-lea; conte palatin de Rin (1213–1214)

### Împărați romano-germani
- Otto al IV-lea, fiul lui Henric "Leul"; împărat romano-german (1198–1215)

### Duci deBraunschweig-Lüneburg
- Otto "Copilul", nepotul lui Henric "Leul"; duce de Braunschweig-Lüneburg (1235–1252)
- Albert I de Braunschweig-Lüneburg, fiul lui Otto I; duce de Braunschweig-Lüneburg (1252–1269); strămoșul Casei de Hanovra
- Ioan de Braunschweig-Lüneburg, fiul lui Otto I; duce de Braunschweig-Lüneburg (1252–1269)